# كندوان (سراب)
كندوان هي قرية في مقاطعة سراب، إيران. عدد سكان هذه القرية هو 239 في سنة 2006.